# Campeonato de Clubes de la CFU 2001
El campeonato de Clubes de la CFU del 2001 fue la 4ª edición del torneo de fútbol a nivel de clubes del Caribe organizado por la CFU. Los equipos de Jamaica no participaron en esta edición, que contó con la presencia de equipos de Guyana, Trinidad y Tobago, Santa Lucía, Surinam, Antillas Neerlandesas y Haití. En principio también se inscribieron oncenas representativas de Antigua y Barbuda, Dominica, Martinica, Islas Vírgenes Británicas, Islas Vírgenes Estadounidenses y San Cristóbal y Nieves, pero terminarían desertando del torneo, incluyendo dos equipos que habían superado la primera ronda sin jugar. El histórico SV Transvaal de Surinam, que había jugado la edición inaugural de esta competición, fue uno de ellos.
En esta edición se otorgaron dos plazas para la Copa de Campeones de la CONCACAF del 2001, que fueron conseguidas por el Defence Force y el W Connection, ambos de Trinidad y Tobago. No se disputó una final como en las anteriores ediciones.

## Primera Ronda
| Local               | Resultado | Visita              | Ida | Vuelta |
| ------------------- | --------- | ------------------- | --- | ------ |
| Conquerors FC       | 2-9       | W Connection        | 1-2 | 0-8    |
| Rovers United FC    | 1-9       | Defence Force       | 0-3 | 1-6    |
| SV Juventus         | 2-10      | SNL                 | 1-3 | 1-7    |
| Racing              | 1         | UWS Upsetters       |     |        |
| Roulado FC          | 1         | Club Franciscain    |     |        |
| CRKSV Jong Colombia | 1         | Roots Alley Ballers |     |        |
| SV Transvaal        | 1         | HBA Panthers        |     |        |
| Empire FC           | 1         | Garden Hotspurs FC  |     |        |

1- Empire FC, HBA Panthers, Roots Alley Ballers, Club Franciscan y UWS Upsetters abandonaron el torneo.

## Segunda Ronda

### Grupo A
Jugado en Haití.
- SV Transvaal abandonó el torneo

| Club                | Pts. | J | G | E | P | GF | GC | GD |
| ------------------- | ---- | - | - | - | - | -- | -- | -- |
| W Connection        | 6    | 2 | 2 | 0 | 0 | 7  | 1  | +6 |
| Racing Club Haïtien | 3    | 2 | 1 | 0 | 0 | 7  | 4  | +3 |
| CRKSV Jong Colombia | 0    | 2 | 0 | 0 | 2 | 1  | 10 | -9 |

| Local               | Visita              | Resultado |
| ------------------- | ------------------- | --------- |
| W Connection        | CRKSV Jong Colombia | 3-1       |
| CRKSV Jong Colombia | Racing Club Haïtien | 0-7       |
| Racing Club Haïtien | W Connection        | 0-4       |

### Grupo B
Jugado en Trinidad y Tobago.
- Garden Hotspurs FC abandonó el torneo

| Club          | Pts. | J | G | E | P | GF | GC | GD |
| ------------- | ---- | - | - | - | - | -- | -- | -- |
| Defence Force | 6    | 2 | 2 | 0 | 0 | 8  | 2  | +6 |
| SNL           | 1    | 2 | 0 | 1 | 1 | 1  | 3  | -2 |
| Roulado FC    | 1    | 2 | 0 | 1 | 1 | 1  | 5  | -4 |

| Local         | Visita        | Resultado |
| ------------- | ------------- | --------- |
| SNL           | Roulado FC    | 0-0       |
| Roulado FC    | Defence Force | 1-5       |
| Defence Force | SNL           | 3-1       |

## Goleadores
|    | Jugador           | Club                | Goles |
| -- | ----------------- | ------------------- | ----- |
| 1. | Jason Scotland    | Defence Force       | 5     |
| 1. | Brent Hudson      | Defence Force       | 5     |
| 3. | Titus Elva        | W Connection        | 4     |
| 4. | José María Manoel | W Connection        | 3     |
| 4. | Orlando Grootfaam | SNL                 | 3     |
| 4. | Roberto Zebeda    | SNL                 | 3     |
| 4. | Sherman Phillip   | Defence Force       | 3     |
| 4. | Jimmy St. Lot     | Racing Club Haitien | 3     |